# WAPA (AM)
WAPA es una estación de radio puertorriqueña de amplitud modulada que transmite desde San Juan en la frecuencia de 680 kHz con un formato informativo. Fue fundada por la ahora difunta Asociación de Productores de Azúcar, siendo operada en la actualidad por Wilfredo Blanco Pi y Jorge Blanco.

## Programación
Además de la cobertura informativa durante todo el día, la estación ofrece un programa de opinión diario llamado Dándole Casco (pensamiento o mente) al Tema y Opine Usted, un espacio en donde los oyentes tienen 90 segundos para expresarse sobre algún tema de actualidad.
'CADENA WAPA RADIO hizo historia en toda la nación americana al lograr utilizar cinco transmisores sincronizados por satélite para cubrir la isla de Puerto Rico utilizando solo dos frecuencias. 
CADENA WAPA RADIO opera a WAPA-AM 680/SAN JUAN. Retransmite su programación por WISO-AM 1260/PONCE, WMIA-AM 1070/ARECIBO, WTIL-AM 1300/MAYAGÜEZ, WVOZ-AM 1580/AGUADILLA, WXRF-AM 1590/GUAYAMA, W237FF-FM 95.3/SAN JUAN, W268DJ-FM 101.5/PONCE, W265EC-FM 100.9/MAYAGÜEZ, W227DY-FM 93.3/ARECIBO, W286DL-FM 105.1/AGUADILLA y por W280FS-FM 103.9/GUAYAMA'